# 1662
Évszázadok: 16. század – 17. század – 18. század
Évtizedek: 1610-es évek – 1620-as évek – 1630-as évek – 1640-es évek – 1650-es évek – 1660-as évek – 1670-es évek – 1680-as évek – 1690-es évek – 1700-as évek – 1710-es évek
Évek: 1657 – 1658 – 1659 – 1660 –  1661 – 1662 – 1663 – 1664 – 1665 – 1666 – 1667

## Események
- január 23. – Kemény János erdélyi fejedelem elesik az I. Apafi Mihály ellen vívott nagyszőlősi csatában.[1]
- május 21. – II. Károly angol király feleségül veszi Bragança Katalin portugál infánsnőt; a menyasszony hozományaképpen Portugália átadja Angliának Mumbai és Tangert.[2]
- október 27. – II. Károly angol király eladja Dunkerque-t XIV. Lajos francia királynak.[3]

## Az év témái

### 1662 az irodalomban
- december 26. Bemutatják Molière Nők iskolája(wd) című vígjátékát.[4]

## Születések
- január 4. – Apáti Miklós protestáns prédikátor († 1724)
- február 1. – Dévai János jezsuita rendi tanár († 1701)
- április 30. – II. Mária, Anglia és Írország királynője († 1694)
- július 11. – II. Miksa Emánuel bajor választófejedelem, császári tábornagy, sikeres hadvezér, aki 1683-ban részt vett a törököktől ostromolt Bécs felmentésében, majd főhadparancsokként a török ellen vezetett hadjáratokat Magyarországon († 1726)
- július 20. – Andrea Brustolon itáliai szobrász és fafaragó († 1732)
- szeptember 13. – Batthyány Ádám, országbíró, a dunántúli hadak főgenerálisa († 1703)

## Halálozások
- február 16. – Listi László magyar költő (* 1628)
- augusztus 19. – Blaise Pascal, francia matematikus, fizikus (* 1623)
- november 10. – Csáky István magyar tárnokmester (* 1603)